# Genotipificar

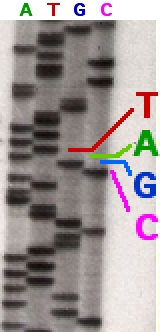
Parte de un gel de secuenciación con marcaje radiactivo.

Por genotipificar, o genotipar (incorrectamente utilizado por su traducción directa del inglés), se entiende el proceso de determinación del genotipo de una variante en el ADN específico de un organismo biológico, mediante un procedimiento de laboratorio.

## Sujetos de genotipado
El genotipado se puede aplicar a todo organismo biológico incluyendo los microorganismos, es decir pueden ser objeto de genotipado desde un ser humano hasta virus o bacterias.

## Usos
El genotipado de virus o bacterias puede ayudar a controlar la extensión de patógenos, localizando el origen de los focos de infección. Esta tecnología es importante en la investigación clínica para la caracterización de genes asociados a enfermedades y a esta área de la ciencia se la suele denominar epidemiología molecular o microbiología forense. 
El genotipado en seres humanos se puede usar, entre otros, para pruebas de paternidad en donde sólo se necesitan identificar unas 10 o 20 regiones genómicas (como en los polimorfismos de nucleótido simple (SNPs) para determinar la existencia o no de parentesco. Esta es una fracción diminuta del genoma humano que está compuesto de unos tres mil millones de nucleótidos. 
El genotipado aplicado en atención de la salud humana ha dado lugar a la llamada medicina personalizada, la Farmacogenómica y a la biología sintética, que consiste en el diseño de terapias invidualizadas y a fármacos sintéticos específicos con base en el genotipo de cada individuo, pues permite estudiar y determinar la predisposición particular de cada individuo a desarrollar determinadas enfermedades o a responder de distinta manera a los tratamientos farmacológicos.

## Métodos
Entre los métodos con los que se cuenta actualmente para efectuarlo están la PCR, Secuenciación de ADN, sondas ASO e hibridación en Micromatrices de ADN o esferas. 
Debido a las limitaciones tecnológicas actuales, casi todos los genotipados son parciales, esto es, que solo se determina una pequeña fracción del genotipo del individuo. Las recientes innovaciones como el chip de microesferas ("beadchip" en inglés) desarrollado por Illumina o tecnologías de secuenciación en masa que prometen obtener genotipados del genoma completo en el futuro. 
Al genotipificar organismos transgénicos puede que solo se necesite una única región genómica para determinar el genotipo. En cuanto a los organismos modelos de laboratorio se emplea al ratón en muchos trabajos de investigación médica actualmente. Basta una sencilla PCR para genotipar un ratón transgénico. Existen muchas compañías comerciales que proporcionan servicios de genotipado, como Transnetyx, Genetyper o Mouse Genotype LLC, entre otras.